# Laeta Kalogridis
Laeta Elizabeth Kalogridis (n. 30 de agosto de 1965) es una guionista y productora ejecutiva estadounidense.  Ha escrito guiones para películas como Alexander, Night Watch, Pathfinder y Shutter Island. También hizo de productora ejecutiva para series de televisión como Birds of Prey y Bionic Woman.
En 2013, Kalogridis y su compañero, Patrick Lussier, firmaron un contrato para escribir el guion para la última película de la serie de Terminator, la llamada Terminator Génesis. También es la fundadora de la línea "pacifista" durante la Huelga de guionistas en Hollywood de 2007-2008.

## Vida personal
Nació en Winter Haven, Florida. Es de ascendencia greco-estadounidense.

## Filmografía

### Cine y televisión
| Año  | Título                              | Créditos                                     |
| ---- | ----------------------------------- | -------------------------------------------- |
| 2002 | Birds of Prey                       | Productora ejecutiva                         |
| 2004 | Alexander                           | Guionista                                    |
| 2006 | Night Watch                         | Guionista                                    |
| 2007 | Pathfinder                          | Guionista                                    |
| 2007 | Bionic Woman                        | Productora ejecutiva                         |
| 2009 | Avatar                              | Productora ejecutiva                         |
| 2010 | Shutter Island                      | Productora ejecutiva; guionista              |
| 2013 | White House Down                    | Productora                                   |
| 2015 | Terminator Génesis                  | Coguionista                                  |
| 2018 | The House with a Clock in Its Walls | Productora ejecutiva                         |
| 2018 | Altered Carbon                      | Creadora, productora ejecutiva y coguionista |
| 2018 | Alita: Battle Angel                 | Coguionista                                  |